# NGC 1285
NGC 1285 est une galaxie spirale barrée située dans la constellation de l'Éridan. NGC 1285 a été découverte par l'astronome prussien Heinrich d'Arrest en 1865.

## Caractéristiques
Sa vitesse par rapport au fond diffus cosmologique est de 5 081 ± 12 km/s, ce qui correspond à une distance de Hubble de 74,9 ± 5,3 Mpc (∼244 millions d'al).
À ce jour, trois mesures non basées sur le décalage vers le rouge (redshift) donnent une distance de 55,332 ± 1,721 Mpc (∼180 millions d'al), ce qui est à l'extérieur des valeurs de la distance de Hubble. Notons que c'est avec la valeur moyenne des mesures indépendantes, lorsqu'elles existent, que la base de données NASA/IPAC calcule le diamètre d'une galaxie et qu'en conséquence le diamètre de NGC 1285 pourrait être d'environ 33,8 kpc (∼110 000 al) si on utilisait la distance de Hubble pour le calculer.
La classe de luminosité de NGC 1285 est II et elle présente une large raie HI.

## Supernova
Deux supernovas ont été découvertes dans NGC 1285 : SN 2004F et SN 2013el.

### SN 2004F
Cette supernova a été découverte le 16 avril 2004 par  B. Swift, J. Burket, H. Pugh, R. J. Foley, A. V. Filippenko, et W. Li dans le cadre du programme LOSS (Lick Observatory Supernova Search) de l'observatoire Lick. Cette supernova était de type IIn-pec.

### SN 2013el
Cette supernova a été découverte le 11 juillet 2013 par l'astronome amateur néo-zélandais Stu Parker. Cette supernova était de type Ib-pec.